# Sabaneta (Antioquia)
Pour les articles homonymes, voir Sabaneta.
Sabaneta est une ville du département d'Antioquia, en Colombie. Sabaneta est une municipalité de Colombie qui se trouve dans la Vallée de Aburrá dans le département d’Antioquia. Limitée au nord avec les municipalités d’Itagüí, La Estrella (Antioquia) et Envigado, à l’est avec Envigado, au sud avec la municipalité Caldas et à l’ouest avec la municipalité La Estrella (Antioquia).
Elle est la municipalité la plus petite du pays, avec seulement 15 km2. Elle est connue comme la Municipalité modèle de la Colombie ou “Vallecito del encanto”. Le nom de la municipalité vient du diminutif du mot en espagnol “sabana”, qui veut dire savane. Elle est une localité qui reçoit beaucoup de gens la fin de semaine, car elle compte plusieurs endroits de distraction.

## Personnalités liées à la municipalité
- José Félix de Restrepo (1760-1832) : homme politique né à Sabaneta.